# K.G.
K.G. (podnaslov: Explorations into Microtonal Tuning, Volume 2) šesnaesti je studijski album australskog rock-sastava King Gizzard & the Lizard Wizard. Dana 20. studenoga 2020. objavila ga je vlastita diskografska kuća skupine. Objavi uratka prethodila je objava četiriju singlova, a prva tri („Honey”, „Some of Us” i „Straws in the Wind”) objavljena su s glazbenim spotovima. K.G. stilski je „nastavak” albuma Flying Microtonal Banana, čiji je podnaslov glasio „Explorations into Microtonal Tuning, Volume 1”, i izravni prethodnik albuma L.W.

## „Automation”
„Automation”, četvrti singl s albuma, objavljen je na službenim stranicama skupine, odakle se mogao besplatno preuzeti. Osim što je skupina uz to objavila i zvučne datoteke za tu pjesmu, objavila je i datoteke za odvojene audiokanale na kojima se nalaze snimke glasa, violine, klarineta i flaute. K tomu, također je objavila i videodatoteke za glazbeni spot i potaknula je obožavatelje da se posluže tim datotekama kako bi izradili vlastite remiksane inačice pjesme i glazbene spotove. Da bi se sve te datoteke mogle preuzeti, osoba na svojem uređaju mora imati instaliran program za preuzimanje torrent-datoteka. Od objave spomenutog singla na stranicama kao što su Reddit i YouTube objavljeno je više različitih remiksanih inačica pjesme i glazbenih spotova za nju. Članovi skupine izdvojili su neke od njih u biltenu skupine „Gizzymail”.

## Popis pjesama
| 1.    | »K.G.L.W.« (instrumentalna pjesma) | Stu Mackenzie                  | 1:37 |
| 2.    | »Automation«                       | Mackenzie                      | 3:30 |
| 3.    | »Minimum Brain Size«               | Joey Walker                    | 4:19 |
| 4.    | »Straws in the Wind«               | Mackenzie, Ambrose Kenny-Smith | 5:42 |
| 5.    | »Some of Us«                       | Cook Craig, Mackenzie          | 3:53 |
| 6.    | »Ontology«                         | Mackenzie                      | 3:58 |
| 7.    | »Intrasport«                       | Walker                         | 4:13 |
| 8.    | »Oddlife«                          | Mackenzie, Kenny-Smith         | 4:58 |
| 9.    | »Honey«                            | Mackenzie                      | 4:34 |
| 10.   | »The Hungry Wolf of Fate«          | Mackenzie                      | 5:08 |
| 41:53 |                                    |                                |      |

## Recenzije
| Zbirne ocjene   | Zbirne ocjene |
| Izvor           | Ocjena        |
| --------------- | ------------- |
| AnyDecentMusic? | 7,1/10        |
| Metacritic      | 77/100        |
| Recenzije       |               |
| Izvor           | Ocjena        |
| AllMusic        | [ 13 ]        |
| Exclaim!        | 7/10          |
| Gigwise         | [ 15 ]        |
| NME             | [ 16 ]        |
| Pitchfork       | 8/10          |
| Under the Radar | [ 18 ]        |

Uradak je dobio pozitivne kritike. Na Metacriticu, sajtu koji prikuplja ocjene recenzenata raznih publikacija i na temelju njih uratku daje prosječnu ocjenu od 0 do 100, uradak je na temelju 11 recenzija osvojio 77 bodova od njih 100, što označava „uglavnom pozitivne kritike”.
Tim Sendra u recenziji za AllMusic dao mu je tri i pol zvjezdice od njih pet i zaključio je: „King Gizzard na [albumu] K.G., osim na jednoj pjesmi ['Intrasport'], ne otvara nove perspektive, ali iako ta činjenica razočarava, rezultati su i dalje zadovoljavajući.” Safiya Hopfe u recenziji za časopis Exclaim! dala mu je sedam bodova od njih deset i napisala je: „Na [albumu] K.G. neće vas mnogo toga iznenaditi, ali možda njegova prepoznatljivost potvrđuje da članovi sastava znaju tko su, što čine i da ne namjeravaju stati tako skoro.”
Stuart Berman dao mu je osam bodova od njih deset u recenziji za Pitchfork i komentirao je: „King Gizzard and the Lizard Wizard ponovno potvrđuje da stvara glazbenu podlogu za geopolitički metež nakon Trumpa, no umjesto da se posveti konceptualnim suitama o robotima koji bljuju i kolonizaciji međugalaktičkog prostora, K.G. ostaje na zemlji i čak djeluje intimno. Svaka od istaknuto živahnih i zaposlenih pjesama na albumu – 'Ontology' i 'Oddlife' – promišlja o smislu života iz makroperspektive i mikroperspektive koje si proturječe.” Dannii Leivers dala mu je tri zvjezdice od njih pet i u recenziji za NME napisala je: „Nema sumnje u to da će se mnoge od ovih pjesama jako svidjeti obožavateljima, ali premda nije riječ o koraku unatrag, ipak je korak ustranu za sastav koji se dosad neprekidno kretao unaprijed.”

## Zasluge
| King Gizzard & the Lizard Wizard - Ambrose Kenny-Smith – usna harmonika (osim na 7., 8. i 10. pjesmi); sintesajzer (na pjesmi „Automation”); vokali (na 4., 6. i 8. pjesmi); klavijatura (na pjesmi „Straws in the Wind”); udaraljke (na 6. i 8. pjesmi) - Stu Mackenzie – gitara (osim na 3. i 7. pjesmi); udaraljke (osim na 3., 5., 6. i 7. pjesmi); bas-gitara (osim na 3., 5. i 7. pjesmi); klavijatura (osim na 3., 5., 7. i 10. pjesmi); flauta (od 1. do 4. pjesme i na 6. pjesmi); sitar (na 1. i 3. pjesmi); vokali (osim na 1., 3. i 7. pjesmi); clavinet (na 5., 6. i 7. pjesmi); ksilofon (na pjesmi „Some of Us”); vibrafon (na pjesmi „Ontology”); violina (na pjesmi „Ontology”); rog (na pjesmi „Ontology”); sintesajzer (na 7. i 8. pjesmi); melotron (na pjesmi „Intrasport”); klavir (na pjesmi „Oddlife”); klarinet (na pjesmi „Honey”); orgulje (na pjesmi „Honey”); snimanje (svih pjesama osim 3. i 7. pjesme); miksanje (svih pjesama osim 3. i 7. pjesme); produkcija - Michael Cavanagh – bubnjevi (osim na pjesmi „K.G.L.W.”); udaraljke (na 3., 4., 6., 8. i 9. pjesmi); snimanje (3., 4., 6., 7., 8. i 10. pjesme) - Joey Walker – vokali (na 3. i 7. pjesmi); gitara (na 3. i 7. pjesmi); baglama (na pjesmi „Minimum Brain Size”); sintesajzer (na 3. i 7. pjesmi); bas-gitara (na 3. i 9. pjesmi); Elektron Digitakt (na pjesmi „Intrasport”); udaraljke (na pjesmi „Intrasport”); snimanje (3. i 7. pjesme); miksanje (3. i 7. pjesme) - Cook Craig – gitara (na 4., 5., 6. i 10. pjesmi); klavir (na 4., 5. i 9. pjesmi); klavijatura (na 4. i 5. pjesmi); sitar (na pjesmi „Straws in the Wind”); bas-gitara (na pjesmi „Some of Us”); udaraljke (na pjesmi „Some of Us”); sintesajzer (na 5., 8. i 10. pjesmi); klarinet (na pjesmi „Some of Us”); flauta (na pjesmi „Some of Us”); snimanje (pjesme „Some of Us”) - Lucas Harwood – udaraljke (na pjesmi „Oddlife”); bas-gitara (na pjesmi „The Hungry Wolf of Fate”) | Dodatni glazbenici - Bella Walker – prateći vokali (na pjesmi „Minimum Brain Size”) Ostalo osoblje - Joseph Carra – mastering - Jason Galea – ilustracije |

## Ljestvice
| Ljestvica (2020.)      | Najviša pozicija |
| ---------------------- | ---------------- |
| Australija             | 9.               |
| Belgija (Valonija)     | 76.              |
| SAD (Top Album Sales)  | 40.              |
| Škotska                | 11.              |
| Ujedinjeno Kraljevstvo | 80.              |